# Resolutie 1597 Veiligheidsraad Verenigde Naties
Resolutie 1597 van de Veiligheidsraad van de Verenigde Naties werd unaniem door de VN-Veiligheidsraad aangenomen op 20 april 2005, en bepaalde dat de ad litem-rechters van het Joegoslaviëtribunaal bij gebrek aan meer kandidaten voortaan herverkiesbaar waren.

## Achtergrond
In 1980 overleed de Joegoslavische leider Josip Broz Tito, die decennialang de bindende kracht was geweest tussen de zes deelstaten van het land. Na zijn dood kende het nationalisme een sterke opmars en in 1991 verklaarde Bosnië en Herzegovina zich onafhankelijk. De Servische minderheid in het land kwam hiertegen in opstand en begon een burgeroorlog, waarbij ze probeerden de Bosnische volkeren te scheiden. Tijdens die oorlog vonden massamoorden plaats waarbij tienduizenden mensen omkwamen. In 1993 werd het Joegoslaviëtribunaal opgericht, dat de oorlogsmisdaden die hadden plaatsgevonden moest berechten.

## Inhoud

### Waarnemingen
De Veiligheidsraad had een nieuwe lijst met de kandidaten voor ad litem-rechter van het Joegoslavië-tribunaal ontvangen. De einddatum voor de nominaties daarvoor was al uitgesteld geweest tot 31 maart. Secretaris-generaal Kofi Annan stelde nu voor die einddatum opnieuw uit te stellen gezien er minder kandidaten zijn dan het tribunaal nodig heeft. Daarom werd overwogen de 27 ad litem-rechters die in 2001 door de Algemene Vergadering werden verkozen, en wier ambtstermijnen op 11 juni 2005 zouden aflopen, herverkiesbaar te stellen.

### Handelingen
De Veiligheidsraad:
1. Beslist artikel °13 van de statuten van het Joegoslavië-tribunaal te amenderen met dit in bijlage.
2. Beslist verder de einddatum voor nominaties van ad litem-rechters opnieuw met dertig dagen uit te stellen.
3. Besluit actief op de hoogte te blijven.

### Annex — Artikel °13 ter
Het nieuwe artikel °13 legde de wijze vast waarop de 27 ad litem-rechters van het Joegoslavië-tribunaal werden verkozen. Het belangrijkste punt was dat deze rechters vanaf nu herverkiesbaar waren.

## Verwante resoluties
- Resolutie 1567 Veiligheidsraad Verenigde Naties (2004)
- Resolutie 1581 Veiligheidsraad Verenigde Naties
- Resolutie 1613 Veiligheidsraad Verenigde Naties
- Resolutie 1629 Veiligheidsraad Verenigde Naties

Lijst ·  1581 ·  1582 ·  1583 ·  1584 ·  1585 ·  1586 ·  1587 ·  1588 ·  1589 ·  1590 ·  1591 ·  1592 ·  1593 ·  1594 ·  1595 ·  1596 ·  1597 ·  1598 ·  1599 ·  1600 ·  1601 ·  1602 ·  1603 ·  1604 ·  1605 ·  1606 ·  1607 ·  1608 ·  1609 ·  1610 ·  1611 ·  1612 ·  1613 ·  1614 ·  1615 ·  1616 ·  1617 ·  1618 ·  1619 ·  1620 ·  1621 ·  1622 ·  1623 ·  1624 ·  1625 ·  1626 ·  1627 ·  1628 ·  1629 ·  1630 ·  1631 ·  1632 ·  1633 ·  1634 ·  1635 ·  1636 ·  1637 ·  1638 ·  1639 ·  1640 ·  1641 ·  1642 ·  1643 ·  1644 ·  1645 ·  1646 ·  1647 ·  1648 ·  1649 ·  1650 ·  1651